# Nikita Konstantinowitsch Schochow

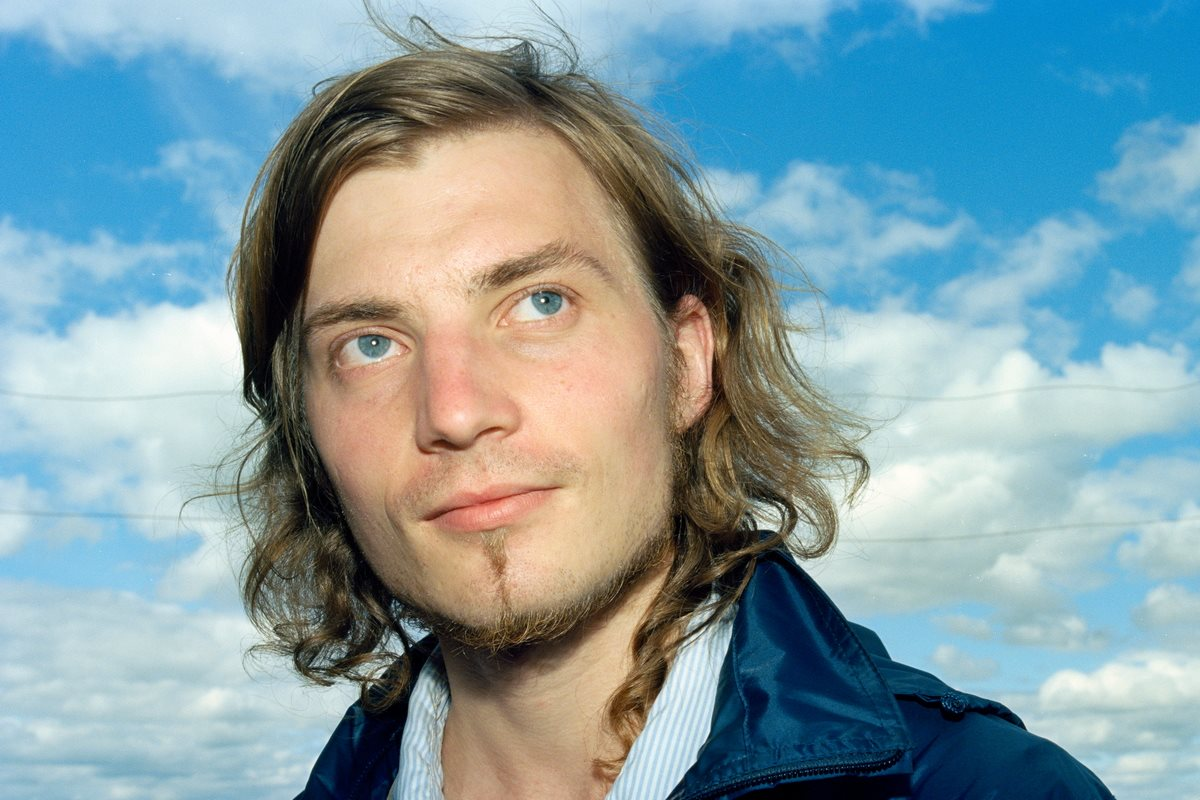
Fotografisches Selbstporträt aus dem Jahr 2012

Nikita Konstantinowitsch Schochow (russisch: Никита Константинович Шохов; * 1988 in Kamensk-Uralski, Sowjetunion) ist ein russischer bildender Künstler und Filmemacher in virtuellen Umgebungen. 2014 erhielt er den dritten Preis beim World Press Photo Award in der Kategorie Staged Portrait: Stories.

## Biografie
Nikita Schochow, der Sohn des russischen Malers, Kunstkritikers und Dozenten der Staatlichen Universität Tjumen Konstantin Schochow, wurde in Kamensk-Uralsky, UdSSR, geboren. Trotz des ererbten Interesses an bildender Kunst studierte er zunächst an der Ural State Law University in Jekaterinburg. Unmittelbar danach verlor er das Interesse an der Anwaltschaft und beschloss, Fotografie und Kino zu studieren. Er trat dem Fotografie-Club des Metenkov House Museum of Photography (russisch: Дом Метенкова) bei, nahm an Workshops unter der Leitung des renommierten Fotografen Sergey Rogozhkin und an Filmkursen im Sverdlovsk Film Studio teil. Danach zog er nach Moskau, um sich an der Rodchenko Art School einzuschreiben, und setzte seine Ausbildung in der Werkstatt für Dokumentarfotografie unter der Anleitung von Igor Mukhin fort. Ende 2010 nahm er seine Ausbildung am California Institute of the Arts und der School of Visual Arts an der Virginia Tech wieder auf.

## Kunstpraxis
Shokhov arbeitet sowohl mit stillen als auch mit bewegten Bildern. In Kunstprojekten erforscht er die Dualität von Körper und Geist, Mythos und Realität, menschlicher Natur, Religionen, Geschichte und Kultur. Er arbeitet mit seiner Ehefrau Anna Evtiugina zusammen, die je nach Projekt die Rolle der Co-Autorin und Produzentin übernimmt.
Shokhovs Fotografien wurden in der New York Times, im The Guardian, in Le Monde, in Harper’s Bazaar Art, im Insensé, im Openspace, in Elle, in Time Out und im British Journal of Photography, in L’Officiel Russia, in L’Express, in Courrier International, IL, China Newsweek, Calvert Journal, Colta und YET Magazine. Er nahm an zahlreichen Kunstfestivals und Biennalen teil, darunter Manifesta 10 in Sankt Petersburg, Moskauer Biennale für zeitgenössische Kunst und Photoquai in Paris.

## Fotografie

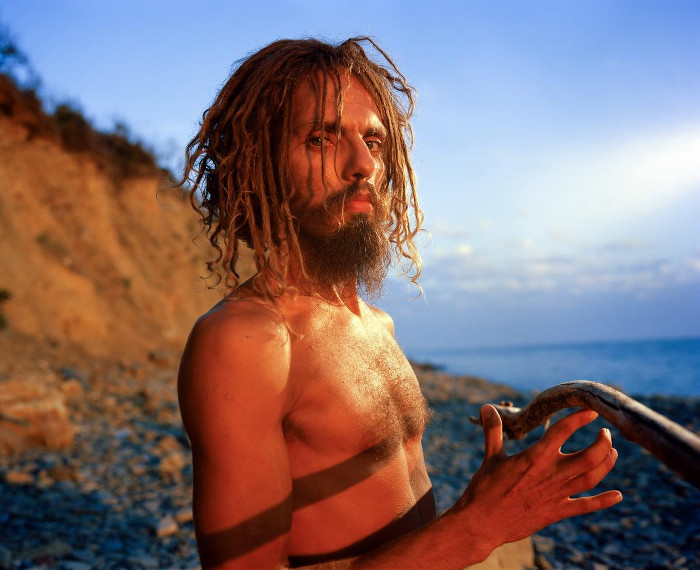
The Utrish series, 2013

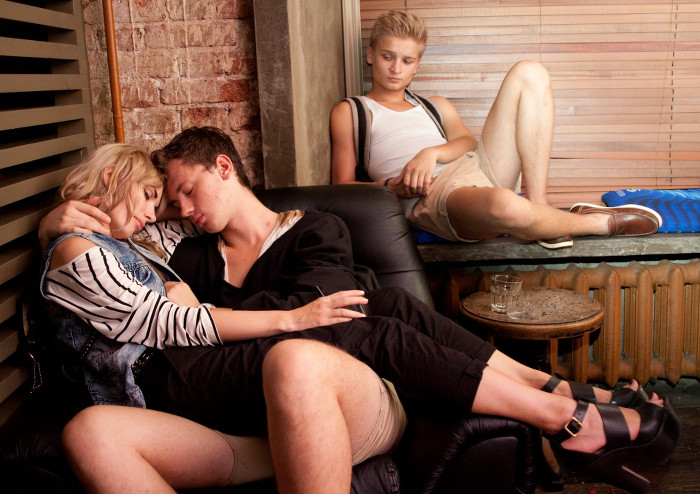
The Moscow-Night life series, 2012

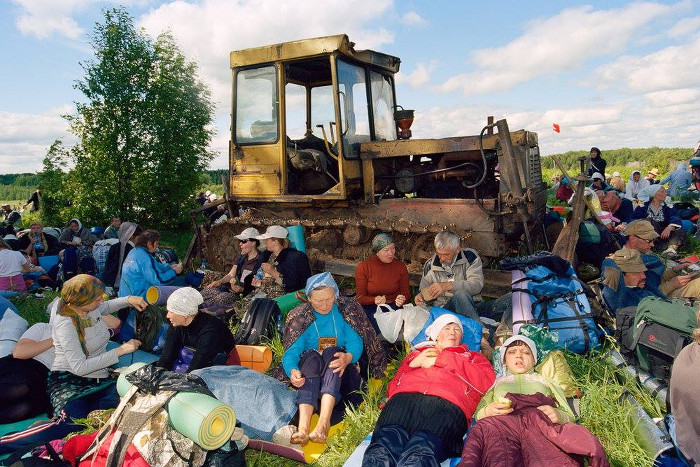
The Sacred Procession series, 2012

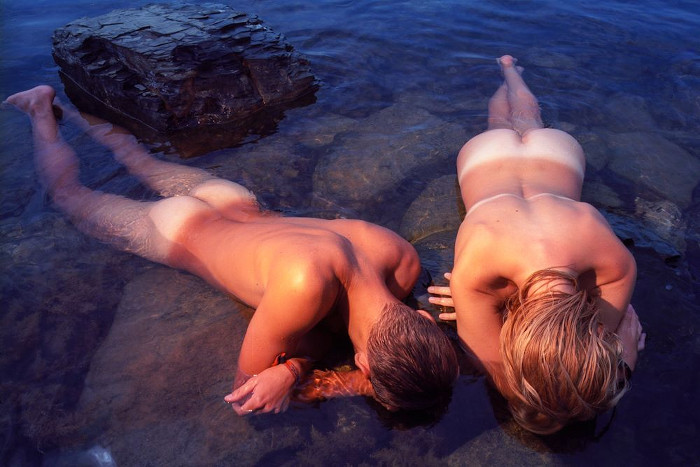
The Black Sea series, 2012

- Die Fotoserie "Moskauer Nachtleben" (2010–2015) ist eine Studie zum menschlichen Verhalten. Shokhov verbrachte mehrere Jahre damit, eine demografisch vielseitige Palette von Moskowitern darzustellen, von Hipstern bis hin zu Menschen aus der Unterschicht in verschiedenen Umgebungen und zu verschiedenen Zeitpunkten ihres Feierabends. Durch Shokhovs nüchterne Augen erscheinen die Partymacher Karnevalsfeiernden in Mikhail Bakhtins philosophischen Werken ähnlich.[15][16][17]

- Shokhovs Diplomarbeitsprojekt an der Rodchenko Art School, die Fotoserie "Rubljowka" (2012–2013), war eine visuelle Untersuchung eines prestigeträchtigen Wohngebiets mit diesem Namen westlich von Moskau. In Rubljowka befinden sich die Residenzen der Parvenü und auch der Ort mit der höchsten sozialen Schichtung in Russland. In seinem Fotobericht hat Shokhov die neue Elite, die einfachen Einwohner und die Gastarbeiter festgehalten, um die drohende Kluft zwischen extrem reich und sehr arm hervorzuheben.[18][19][20][21]

- Die Fotoserie "Schwarzes Meer" (2011–2012), die in mehreren Schwarzmeer-Resorts wie Sotschi und Anapa erstellt wurde, widmete sich der russischen Strandkultur. Es ähnelt sowohl Martin Parrs Fotobuch The Last Resort (1986), das Urlauber der Arbeiterklasse in Großbritannien darstellte, als auch Fotografien von Sergey Rogozhkin an den Stränden des Schwarzen Meeres in den 1980er Jahren.[22][23]

- In der Serie "Utrisch" kombinierte Shokhov dokumentarische und inszenierte Fotografiemethoden, um sich biblischen Motiven zu nähern. Sie wurde im Nationalpark Utrisch am Nordufer des Schwarzen Meeres fotografiert, der seit den 1980er Jahren ein beliebter Ort für Nudisten ist. Urlauber aus den FKK-Lagern wurden als Modelle eingeladen.[14][24][25][17][26]

- Die Fotoserie "Privater Raum der Kinder" (2014) war eine Untersuchung des Lebensraums junger Menschen und ihrer Interaktion mit surrealen Szenarien, die in Alltagsumgebungen aufgenommen wurden.[27]

- In der Fotoserie "Heilige Prozession" (2012–2014) näherte sich Shokhov religiösen Prozessionen in Provinzstädten, fotografierte ohne Inszenierung und brachte einen authentischen Bericht.

- Eine Reihe von Shokhovs Projekten waren dem zeitgenössischen russischen Charakter gewidmet.[7][28] In den kleinen Städten Bologoe (aufgenommen 2014) und Pereslavl-Zalessky (aufgenommen 2013) und in dem Dorf Sep in Udmurtien, untersuchte er die Lebensweise der Russen und ihre Verbindungen zur nationalen Kultur. Im Jahr 2014 nahm Shokhov an einem großen nationales Fotoprojekt ("Wo fängt das Mutterland an?") teil, mit dem Ziel, eine Vielzahl russischer Traditionen und Überschneidungen der sowjetischen und modernen russischen Kultur darzustellen.[29]

- In der Fotoserie "Scan" (2013–2016) blieb Shokhov in der dokumentarischen Tradition, ging aber über die Grenzen der direkten Fotografie hinaus. In diesem formalen Experiment verwendete er eine Slitscan-Fotografie-Technik, um 40 Sekunden Realität in einem Bild mithilfe der Ansichtskamera mit einem Scan-Back von Better Light festzuhalten. Hier unterliegen die sich bewegenden Objekte wie Autos und Menschen einer plastischen Verformung, während Objekte wie Architektur und Landschaften wie erwartet erscheinen. Fotos der "Scan"-Serie zeigen Prozessionen wie Mardi Gras in New Orleans, Saint Patrick’s Day in Boston, New York und Washington, Siegesparade und kommunistische Demonstration in Moskau und heilige Velikoretsky-Prozession im Oblast Kirow. Mit dieser künstlerischen Technik fügte Shokhov der Massenversammlung eine neue visuelle Metapher hinzu, in der die Individualität verschwimmt und verzerrt wird.[17][30][31]

- Die Serie "Brennende Motoren" wurde im Gorki-Automobilwerk (GAZ) in Nischni Nowgorod aufgenommen. Der Titel bezieht sich auf den bildlichen Namen, der neuen sowjetischen Werken zur Zeit der Massenindustrialisierung gegeben wurde. Die Serie zeigt das industrielle Leben durch das Prisma der Mensch-Roboter-Interaktion. Es romantisiert auch die ursprünglich aus rein funktionalen Gründen errichteten Industriegebäude und die sie umgebenden Städte.[32]

### Visuelle Installationen und virtuelle Umgebungen
- "Der letzte Marsch" (2017) war eine Videoinstallation, die in Zusammenarbeit mit dem russisch-amerikanischen Künstler Naum Medovoy erstellt wurde. Die Ausstellung im Moskauer Museum für Moderne Kunst präsentierte Medovoys grafische Arbeiten und einen Film. Dieser wurde zur Erinnerung an sowjetische Soldaten, die als vermisst gemeldet wurden, und an die Kriegsgefangenen, die zu "Verrätern des Mutterlandes" erklärt und in Arbeitslager und Gulag geschickt wurden, produziert. Shokhov präsentierte zwei Werke. Sein Film kombinierte Fragmente von Medovoys Film mit kürzlich aufgenommenem Filmmaterial des heutigen Moskau und New York, um die Kluft zwischen den Werten der Mitte des Jahrhunderts und der Gegenwart hervorzuheben. Die zweite Installation bot eine zeitgemäße Interpretation von Medovoys Tagebüchern und Skizzenbüchern mit einem Schwerpunkt auf der weiblichen Identität, Stereotypen und den Spannungen des täglichen Lebens, denen eine Frau begegnet.[33][34]

- Das Projekt "Eis" (2015–2017) war ein Avantgardefilm und eine eindringliche Videoinstallation von Shokhov, Andrey Kachalian und Albina Mochryakova. Es kombinierte die Merkmale von Erzählfilm, Dokumentarfilm und Performancekunst. Es wurden die Konzepte von Karneval, Freiheit und Körperlichkeit untersucht. Das Projekt wurde in mehreren FKK-Kolonien an den Schwarzmeerstränden der Krim-Halbinsel mit nicht professionellen Darstellern gedreht.[35][36]

- "Klaxon" (2017–2020) ist eine Virtual-Reality-Erfahrung, die sich mit Fragen der Rasse und des Genders befasst. Das Drehbuch kombinierte das Stück von J. William Howe, das die Geschlechtsidentität untersuchte, und Shokhovs Forschungen zur Rassenidentität.[6] Die Geschichte drehte sich um eine farbige Frau auf dem Weg zur Akzeptanz ihrer Identität. Die Hauptrolle spielten mehrere Schauspielerinnen unterschiedlichen Alters und unterschiedlicher ethnischer Zugehörigkeit. Der Film wurde mit einer 360-Grad-Kamera an verschiedenen Orten produziert, darunter an der Indiana University Bloomington und in New York City. Shokhov und Evtiugina wollten den interkulturellen Dialog erleichtern und arbeiteten mit einem vielfältigen Team russischer und amerikanischer Crews, Künstler und Wissenschaftler zusammen. Die Besetzung folgte Shokhovs geführter Improvisationsmethode. Die Verwendung von VR ermöglicht es dem Publikum, die Erinnerungen und Reflexionen des Protagonisten zu betrachten.[31][10][11][37]

## Auszeichnungen
- 2014: Dritter Preis, World Press Photo Award, Kategorie Inszeniertes Porträt: Geschichten für seine Utrich-Serie[1]
- 2015: Silver Camera Award (Fotoserie "Privater Raum der Kinder")[38][9]
- 2019: Nova Art Award für den 360-Grad-Film Klaxon in Zusammenarbeit mit Anna Evtiugina[39]

## Ausstellungen

### Einzelausstellungen/Bemerkenswerte Gruppenausstellungen
- 2012 Leere Hügel. Der Raum der Freude, Galerie Iragui, Moskau[40]
- 2012 Sotschi. Stadt der zukünftigen Olympischen Spiele, White Nights Festival, Perm
- 2013 Schwarzmeerferien (eine Biennale „Mode und Stil in der Fotografie“), Multimedia Art Museum, Moskau[41]
- 2014 Moskauer Nachtleben (Moskauer Biennale der Fotografie) Zurab Tsereteli Gallery, Moskau[42]
- 2015 Kinder: Persönlicher Raum, Galerie Peresvetov, Moskau[27]
- 2015 Heilige Prozession (Baltische Biennale der Fotografie), Staatliche Kunstgalerie, Kaliningrad[43]
- 2017 Eis (Vorführung beim Artdocfest-Filmfestival), Tschechisches Kulturzentrum, Moskau[44]
- 2017 Der letzte Marsch (Zusammenarbeit mit Naum Medovoy), Moskauer Museum für moderne Kunst, Moskau[34]
- 2017 Eis, Artdocfest, Moskau[44]
- 2020 Scan | Klaxon, 11.12 Galerie, Moskau[31]

### Bemerkenswerte Gruppenausstellungen
- 2010 Selbstbild, Plates to Pixels Gallery, Portland, USA[45]
- 2011 Leben in Bewegung, Internationales Zentrum für Fotografie, New York[46]
- 2012 Die Steinblume, Staatliches Zentrum für Gegenwartskunst, Moskau[47]
- 2013 Stabilität. Geister, Random Gallery, Moskau
- 2013 Chernukha, RuArts Gallery, Moskau[48]
- 2013 Das Happy End, Multimedia Art Museum, Moskau[49]
- 2013 Was steckt hinter diesem Vorhang?, Random Gallery, Moskau[50]
- 2014 Zwölf denkende Fotografen, Parallelveranstaltung Manifesta 10, Erstes Kadettenkorps, St. Petersburg[51]
- 2014 Moskau. Barocco, 4. Internationale Biennale Moskau für junge Kunst, Triumph Gallery, Moskau[52]
- 2014 Künstlerische Erfindung von sich selbst und der reine Genuss von Leben und Liebe, Österreichisches Kulturforum, Moskau[53]
- 2014 Moskovia. Forschung, Allrussisches Museum für dekorative Kunst, Moskau[54]
- 2014 Young, GUP Gallery, Amsterdam[55]
- 2014 Wo das Mutterland beginnt, Museum für Geschichte von Moskau, Moskau[29]
- 2015 Grenzgebiete, Galerie für russische Kunst und Design, London[56]
- 2015 Ausstellung auf der 5. Photoquai Biennale, Paris[57]
- 2015 Hoffnung (6. Veranstaltung der Moskauer Biennale), Moskau[58]
- 2016 Eis (bei Fada: Kunstausstellung House of Madness), The Watermill Center, Water Mill, New York[59]
- 2018 Scan (8. Taschkent Internationale Biennale für zeitgenössische Kunst), Taschkent[60]
- 2019 Darling Angel (ein jährliches Showcase der CalArts School of Film / Video), Redcat, Los Angeles[61]
- 2019 Ausstellung auf der Anhydrit-Biennale für Medienkunst, Deutschland[62]
- 2019 Klaxon (Ausstellung im Rahmen des CYFEST-12 in Zusammenarbeit mit Anna Evtiugina), Sankt Petersburg[63]
- 2020 CADAF Online[64]